# Nalbufina
Nalbufina – organiczny związek chemiczny, opioidowy lek przeciwbólowy. Wykazuje działanie agonistyczno - antagonistyczne na receptory opioidowe.

## Mechanizm działania
Nalbufina powoduje dość silną analgezję i wyraźny efekt sedacyjny, szczególnie wyrażony w populacji dziecięcej. Efekt analgetyczny i sedacyjny jest związany z pobudzeniem receptora κ, które to odpowiada za mniejszą częstość występowania typowych dla opioidów działań niepożądanych tych leków takich jak nudności czy świąd.
Do receptora µ nalbufina wykazuje silne powinowactwo o działaniu antagonistycznym. Jej antagonistyczny wpływ na receptor µ powoduje ograniczenie działanie przeciwbólowego nalbufiny w postaci efektu pułapowego - po osiągnięciu maksymalnego możliwego poziomu analgezji, dalsza eskalacja dawki nie zwiększa siły działania przeciwbólowego ani ryzyka depresji oddechowej.
Działa również antagonistycznie na receptory opioidowe typu δ.

## Wskazania
Wskazaniem do stosowania nalbufiny jest krótkotrwałe leczenie bólu o umiarkowanym lub dużym nasileniu; może być ona stosowana również do znieczulenia przed- i pooperacyjnego

## Działania niepożądane
Podobnie jak inne opioidy, nalbufina może powodować depresję oddechową, sedację, dysforię, bóle i zawroty głowy, pocenie, nudności, wymioty, zaparcia, zaburzenia w oddawaniu moczu, suchość w jamie ustnej.